# Martín Rodríguez
Martín Rodríguez (ur. 18 grudnia 1969 w Córdobie) – argentyński tenisista, reprezentant w Pucharze Davisa.

## Kariera tenisowa
Jako zawodowy tenisista występował w latach 1991–2005.
W grze pojedynczej ma w swoim dorobku tytuł ATP Challenger Tour w San Luis Potosí (sezon 2001). Wielokrotnie był również finalistą tych rozgrywek oraz wygrywał w turniejach z serii ITF Men's Circuit. Najwyżej sklasyfikowany w rankingu singlistów był w czerwcu roku 1999 na 71. miejscu.
W grze podwójnej Rodríguez wygrał 6 turniejów rangi ATP World Tour oraz 8 razy dochodził do finałów. Najlepszym wielkoszlemowym wynikiem Argentyńczyka w deblu jest półfinał Australian Open z roku 2003 i 2004. W obu turniejach partnerem deblowym Rodrígueza był Gastón Etlis. Pod koniec października 2004 roku zajmował 15. pozycję w indywidualnym rankingu deblistów.
W roku 2000 wystąpił w meczu gry podwójnej Pucharu Davisa przeciwko Kanadzie z Gastónem Etlisem przeciwko deblowi Sébastien Lareau–Daniel Nestor. Mecz zakończył się porażką pary argentyńskiej 2:6, 1:6, 3:6.

### Finały w turniejach ATP World Tour
| Legenda                                      |
| -------------------------------------------- |
| Wielki Szlem                                 |
| Igrzyska olimpijskie                         |
| Tennis Masters Cup / ATP Finals              |
| ATP Masters Series / ATP Tour Masters 1000   |
| ATP International Series Gold / ATP Tour 500 |
| ATP International Series / ATP Tour 250      |

#### Gra podwójna (6–8)
| Końcowy wynik | Nr | Data                 | Turniej      | Nawierzchnia  | Partner           | Przeciwnicy                      | Wynik finału        |
| ------------- | -- | -------------------- | ------------ | ------------- | ----------------- | -------------------------------- | ------------------- |
| Finalista     | 1. | 27 lutego 2000       | Meksyk       | Ceglana       | Gastón Etlis      | Byron Black Donald Johnson       | 3:6, 5:7            |
| Finalista     | 2. | 4 lutego 2001        | Bogota       | Ceglana       | André Sá          | Mariano Hood Sebastián Prieto    | 2:6, 4:6            |
| Zwycięzca     | 1. | 17 lutego 2002       | Viña del Mar | Ceglana       | Gastón Etlis      | Lucas Arnold Ker Luis Lobo       | 6:3, 6:4            |
| Zwycięzca     | 2. | 24 lutego 2002       | Buenos Aires | Ceglana       | Gastón Etlis      | Simon Aspelin Andrew Kratzmann   | 3:6, 6:3, 10–4      |
| Zwycięzca     | 3. | 25 sierpnia 2003     | Long Island  | Twarda        | Robbie Koenig     | Martin Damm Cyril Suk            | 6:3, 7:6(4)         |
| Finalista     | 3. | 15 lutego 2004       | Viña del Mar | Ceglana       | Nicolás Lapentti  | Juan Ignacio Chela Gastón Gaudio | 6:7(2), 6:7(3)      |
| Zwycięzca     | 4. | 18 kwietnia 2004     | Walencja     | Ceglana       | Gastón Etlis      | Feliciano López Marc López       | 7:5, 7:6(5)         |
| Finalista     | 4. | 25 kwietnia 2004     | Monte Carlo  | Ceglana       | Gastón Etlis      | Tim Henman Nenad Zimonjić        | 5:7, 2:6            |
| Finalista     | 5. | 19 września 2004     | Delray Beach | Twarda        | Gastón Etlis      | Leander Paes Radek Štěpánek      | 0:6, 3:6            |
| Finalista     | 6. | 3 października 2004  | Palermo      | Ceglana       | Gastón Etlis      | Lucas Arnold Ker Mariano Hood    | 5:7, 2:6            |
| Finalista     | 7. | 17 października 2004 | Wiedeń       | Twarda (hala) | Gastón Etlis      | Martin Damm Cyril Suk            | 7:6(4), 4:6, 6:7(4) |
| Finalista     | 8. | 6 lutego 2005        | Viña del Mar | Ceglana       | Gastón Etlis      | David Ferrer Santiago Ventura    | 3:6, 4:6            |
| Zwycięzca     | 5. | 10 kwietnia 2005     | Walencja     | Ceglana       | Fernando González | Lucas Arnold Ker Mariano Hood    | 6:4, 6:4            |
| Zwycięzca     | 6. | 28 sierpnia 2005     | New Haven    | Twarda        | Gastón Etlis      | Rajeev Ram Bobby Reynolds        | 6:4, 6:3            |